# 皮氏夢角鮟鱇
皮氏夢角鮟鱇（学名：Oneirodes pietschi），又名皮氏夢鮟鱇、深海鮟鱇，为夢角鮟鱇科夢角鮟鱇屬下的一个种。